# Gornji Ključarovci
Gornji Ključarovci – wieś w Słowenii, w gminie Sveti Tomaž. 1 stycznia 2018 liczyła 111 mieszkańców.